# Alberto Pascaleo
Alberto Pascaleo, OP ou Alberto Pascaleo de Utino (falecido em 1543) foi um prelado católico romano que serviu como bispo de Chioggia (1540–1543) e bispo de Rethymo (1540–1543).

## Biografia
Alberto Pascaleo foi ordenado sacerdote na Ordem dos Pregadores. No dia 29 de outubro de 1537, foi nomeado bispo de Rethymo durante o papado de Paulo III. A 5 de novembro de 1540, foi nomeado bispo de Chioggia, onde serviu como bispo até à sua morte em dezembro de 1543.